# Mattias Guyomar

Guyomar beim EGMR (2020)

Mattias Guyomar (* 21. Juli 1968 in Guérande) ist ein französischer Jurist. Er ist seit 2020 Richter und seit 2025 Präsident am Europäischen Gerichtshof für Menschenrechte (EGMR).

## Leben und Wirken
Guyomar studierte von 1986 bis 1989 moderne Literatur an der Universität Nantes und schloss mit dem Erwerb des Bachelor-Grades ab. Er schloss Studien der Politik- und Verwaltungswissenschaften am Institut d’études politiques de Paris (IEP Paris) und der École nationale d’administration (ENA) an, die er insgesamt 1996 abschloss. Im Anschluss arbeitete er als Rapporteur und später in weiteren Funktionen beim Conseil d’État und Dozent an der IEP Paris und der ENA. Von 1998 bis 2020 war Guyomar Generalsekretär der französischen Wahlkommission. Neben einer Tätigkeit beim französischen Wahlschiedsgericht war er ab 2005 außerordentlicher Professor für öffentliches Recht an der Universität Paris-Süd. 2012 wechselte er auf einen außerordentlichen Lehrstuhl für öffentliches Recht an die Universität Panthéon-Assas. Von 2011 bis 2016 war Guyomar Mitglied zunächst der 6. Kammer, dann der 10. Sektion der justiziellen Division des Conseil d’État. Von 2016 bis 2020 war er zudem Präsident dieser 10. Sektion. Gleichzeitig war von 2011 bis 2020 Richter für Eilangelegenheiten am Conseil d’État. Von 2013 bis 2020 war Guyomar Generalsekretär des französischen Instituts für Verwaltungswissenschaften.
Im Januar 2020 wurde er als Nachfolger von André Potocki als Vertreter Frankreichs zum Richter am Europäischen Gerichtshof für Menschenrechte gewählt. Er trat seine voraussichtlich bis 2029 dauernde Amtszeit am 22. Juni 2020 an. Seit 30. Mai 2025 ist er als Nachfolger von Marko Bošnjak Präsident des EGMR.